# Po Ladhuanpuguh
Po Ladhuanpuguh (? - 1799) là lãnh tụ của tiểu quốc Panduranga từ 1793 đến 1799.

## Tiểu sử
Sau cuộc nổi dậy của anh em nhà Tây Sơn, lãnh thổ Panduranga trở thành bãi chiến trường của chúa Tây Sơn (đóng ở Quy Nhơn và chúa Nguyễn (đóng ở Gia Định). Năm 1793, chúa Nguyễn Ánh phái binh tiến đánh quân Tây Sơn đồn trú trên đất Panduranga, ngõ hầu làm giảm thiểu mối nguy cho thủ phủ Gia Định. Po Tisuntiraidapuran - nhân vật được nhà Tây Sơn giúp lên ngôi từ trước - bị bắt đem về Gia Định và khép án tử. Chúa Nguyễn lập Po Ladhuanpuguh (Nam sử gọi là Thôn-bá-hú hoặc Nguyễn Văn Hào / 阮文豪) thay thế, đồng thời phong Po Saong Nyung Ceng làm phó vương. Cả Po Ladhuanpuguh và Po Saong Nyung Ceng vốn chỉ là những phú nông không xuất thân vương tộc và đã tích cực dự vào cuộc kháng cự quân Tây Sơn.
Vào năm 1796, Po Chongchan - lãnh tụ Chăm được triều Tây Sơn ủng hộ - theo quân Tây Sơn tiến công Băl Canar nhưng bị Po Saong Nyung Ceng tạm thời đẩy lui; tháng 10 cùng năm có một người Chăm từng sống ở Kedah tên Tuan Phaow cùng một tù trưởng khác thừa dịp chúa Nguyễn bận công kích nhà Tây Sơn, xách động một cuộc bạo loạn nhằm khôi phục quyền tự trị hoàn toàn cho Panduranga, nhưng cũng bị Po Saong Nyung Ceng dẹp tan. Đến tháng 7 năm 1799, Po Ladhuanpuguh băng hà, nhờ vào uy tín sẵn có mà Po Saong Nyung Ceng được cử làm tân vương.